# Tetracanthella alticola
Tetracanthella alticola is een springstaartensoort uit de familie van de Isotomidae. De wetenschappelijke naam van de soort is voor het eerst geldig gepubliceerd in 1987 door Deharveng.